# Гордонвілл (Алабама)
Гордонвілл (англ. Gordonville) — місто (англ. town) в США, в окрузі Лаундс штату Алабама. Населення — 245 осіб (2020).

## Географія
Гордонвілл розташований за координатами 32°9′21″ пн. ш. 86°42′56″ зх. д. / 32.15583° пн. ш. 86.71556° зх. д. (32.155711, -86.715588).  За даними Бюро перепису населення США в 2010 році місто мало площу 14,50 км², з яких 14,35 км² — суходіл та 0,15 км² — водойми.

## Демографія
Згідно з переписом 2010 року, у місті мешкало 326 осіб у 126 домогосподарствах у складі 87 родин. Густота населення становила 22 особи/км².  Було 141 помешкання (10/км²).
Расовий склад населення:
| - 94,8 % — чорних або афроамериканців - 5,2 % — білих |

До двох чи більше рас належало 0,0 %. Частка іспаномовних становила 0,0 % від усіх жителів.
За віковим діапазоном населення розподілялося таким чином: 20,6 % — особи молодші 18 років, 59,5 % — особи у віці 18—64 років, 19,9 % — особи у віці 65 років та старші. Медіана віку мешканця становила 45,5 року. На 100 осіб жіночої статі у місті припадало 92,9 чоловіків;  на 100 жінок у віці від 18 років та старших — 77,4 чоловіків також старших 18 років.
Середній дохід на одне домашнє господарство  становив 25 327 доларів США (медіана — 18 224), а середній дохід на одну сім'ю — 29 571 долар (медіана — 18 542). За межею бідності перебувало 39,2 % осіб, у тому числі 78,2 % дітей у віці до 18 років та 20,3 % осіб у віці 65 років та старших.
Цивільне працевлаштоване населення становило 77 осіб. Основні галузі зайнятості: роздрібна торгівля — 42,9 %, виробництво — 23,4 %, освіта, охорона здоров'я та соціальна допомога — 13,0 %, науковці, спеціалісти, менеджери — 10,4 %.